# Associazione Calcio Riccione 1977-1978
Questa voce raccoglie le informazioni riguardanti l'Associazione Calcio Riccione nelle competizioni ufficiali della stagione 1977-1978.

## Rosa
| N. |                   | Ruolo | Calciatore           |
| -- | ----------------- | ----- | -------------------- |
|    | Italia (bandiera) | C     | Giovanni Allegrini   |
|    | Italia (bandiera) | A     | Alfredo Canzanese    |
|    | Italia (bandiera) | C     | Giovanni Cioncolini  |
|    | Italia (bandiera) | C     | Giorgio Clementoni   |
|    | Italia (bandiera) | A     | Franco Conti         |
|    | Italia (bandiera) | C     | Giuseppe Donatelli   |
|    | Italia (bandiera) | A     | Fulvio Giovannetti   |
|    | Italia (bandiera) | D     | Luigi Andrea Gozzoli |
|    | Italia (bandiera) | D     | Oliviero Inverardi   |
|    | Italia (bandiera) | C     | Osvaldo Jaconi       |

| N. |                   | Ruolo | Calciatore         |
| -- | ----------------- | ----- | ------------------ |
|    | Italia (bandiera) | C     | Marco Lombardi     |
|    | Italia (bandiera) | A     | Stefano Luteriani  |
|    | Italia (bandiera) | P     | Pietro Martini     |
|    | Italia (bandiera) | D     | Marco Montironi    |
|    | Italia (bandiera) |       | Pagnoni            |
|    | Italia (bandiera) | C     | Mauro Rabitti      |
|    | Italia (bandiera) |       | Scolari            |
|    | Italia (bandiera) | D     | Vittorio Spimi     |
|    | Italia (bandiera) | C     | Daniele Tani       |
|    | Italia (bandiera) | C     | Giampaolo Visentin |